# 6 Heures de Watkins Glen 2016
Navigation
Édition précédente Édition suivante
La 66e édition des 6 Heures de Watkins Glen s'est déroulée du 30 juin 2016 au 3 juillet 2016. Il s'agissait de la sixième manche du championnat United SportsCar Championship 2016 et de la troisième manche de la mini série « Coupe d'Endurance d'Amérique du Nord (ou CAEN) ».

Cette édition des 6 Heures de Watkins Glen a été remportée par la Corvette DP no 5, pilotée par João Barbosa, Christian Fittipaldi et Filipe Albuquerque qui était partie en sixième position.

## Engagés
La liste officielle des engagés était composée de 41 voitures, dont 10 en Prototype, 7 en Prototype Challenge, 10 en GTLM et 14 en GTD.

## Qualifications
| Pos. | Classe | No. | Équipe                       | Voiture                 | Pilote                | Temps          | Grille |
| ---- | ------ | --- | ---------------------------- | ----------------------- | --------------------- | -------------- | ------ |
| 1    | P      | 2   | Tequila Patrón ESM           | Ligier JS P2 Honda      | Johannes van Overbeek | 1 min 35 s 207 | 1      |
| 2    | P      | 55  | Mazda Motorsports            | Lola B12/80 Mazda       | Tristan Nunez         | 1 min 35 s 374 | 2      |
| 3    | P      | 60  | Michael Shank Racing         | Ligier JS P2 Honda      | Oswaldo Negri Jr.     | 1 min 35 s 592 | 3      |
| 4    | P      | 10  | Konica Minolta               | Chevrolet Corvette DP   | Ricky Taylor          | 1 min 35 s 749 | 4      |
| 5    | P      | 70  | Mazda Motorsports            | Lola B12/80 Mazda       | Tom Long              | 1 min 36 s 329 | 5      |
| 6    | P      | 5   | Action Express Racing        | Chevrolet Corvette DP   | Christian Fittipaldi  | 1 min 36 s 425 | 6      |
| 7    | P      | 90  | VisitFlorida.com Racing      | Chevrolet Corvette DP   | Ryan Dalziel          | 1 min 36 s 473 | 7      |
| 8    | P      | 31  | Action Express Racing        | Chevrolet Corvette DP   | Eric Curran           | 1 min 37 s 198 | 8      |
| 9    | PC     | 8   | Starworks Motorsport         | Oreca FLM09             | Renger van der Zande  | 1 min 38 s 407 | 9      |
| 10   | P      | 0   | Panoz DeltaWing Racing       | DeltaWing DWC13         | Katherine Legge       | 1 min 38 s 520 | 10     |
| 11   | PC     | 52  | PR1/Mathiasen Motorsports    | Oreca FLM09             | Robert Alon           | 1 min 39 s 211 | 11     |
| 12   | PC     | 38  | Performance Tech Motorsports | Oreca FLM09             | James French          | 1 min 39 s 363 | 12     |
| 13   | PC     | 20  | BAR1 Motorsports             | Oreca FLM09             | Johnny Mowlem         | 1 min 40 s 028 | 13     |
| 14   | PC     | 85  | JDC Miller Motorsports       | Oreca FLM09             | Mikhail Goikhberg     | 1 min 40 s 059 | 14     |
| 15   | PC     | 54  | CORE Autosport               | Oreca FLM09             | Jon Bennett           | 1 min 40 s 422 | 15     |
| 16   | GTLM   | 67  | FordChip Ganassi Racing      | Ford GT                 | Ryan Briscoe          | 1 min 41 s 301 | 16     |
| 17   | GTLM   | 25  | BMW Team RLL                 | BMW M6 GTLM             | Dirk Werner           | 1 min 41 s 650 | 17     |
| 18   | P      | 50  | Highway to Help              | Riley Mk XXVI DP        | Jim Pace              | 1 min 41 s 901 | 18     |
| 19   | GTLM   | 100 | BMW Team RLL                 | BMW M6 GTLM             | John Edwards          | 1 min 41 s 905 | 19     |
| 20   | GTLM   | 66  | FordChip Ganassi Racing      | Ford GT                 | Joey Hand             | 1 min 41 s 969 | 20     |
| 21   | GTLM   | 68  | Scuderia Corsa               | Ferrari 488 GTE         | Alessandro Pier Guidi | 1 min 42 s 706 | 21     |
| 22   | GTLM   | 4   | Corvette Racing              | Chevrolet Corvette C7.R | Tommy Milner          | 1 min 42 s 794 | 22     |
| 23   | GTLM   | 62  | Risi Competizione            | Ferrari 488 GTE         | Toni Vilander         | 1 min 43 s 088 | 23     |
| 24   | GTLM   | 3   | Corvette Racing              | Chevrolet Corvette C7.R | Jan Magnussen         | 1 min 43 s 135 | 24     |
| 25   | GTLM   | 911 | Porsche North America        | Porsche 911 RSR         | Nick Tandy            | 1 min 43 s 435 | 25     |
| 26   | GTLM   | 912 | Porsche North America        | Porsche 911 RSR         | Frédéric Makowiecki   | 1 min 43 s 903 | 26     |
| 27   | GTD    | 6   | Stevenson Motorsports        | Audi R8 LMS GT3         | Robin Liddell         | 1 min 45 s 407 | 27     |
| 28   | GTD    | 23  | Alex Job Racing              | Porsche 911 GT3 R       | Mario Farnbacher      | 1 min 45 s 449 | 28     |
| 29   | GTD    | 9   | Stevenson Motorsports        | Audi R8 LMS GT3         | Lawson Aschenbach     | 1 min 45 s 594 | 29     |
| 30   | GTD    | 48  | Paul Miller Racing           | Lamborghini Huracán GT3 | Madison Snow          | 1 min 46 s 175 | 30     |
| 31   | GTD    | 63  | Scuderia Corsa               | Ferrari 488 GT3         | Christina Nielsen     | 1 min 46 s 205 | 31     |
| 32   | GTD    | 73  | Park Place Motorsports       | Porsche 911 GT3 R       | Matthew McMurry       | 1 min 46 s 461 | 32     |
| 33   | GTD    | 16  | Change Racing                | Lamborghini Huracán GT3 | Corey Lewis           | 1 min 46 s 507 | 33     |
| 34   | GTD    | 44  | Magnus Racing                | Audi R8 LMS GT3         | John Potter           | 1 min 46 s 768 | 34     |
| 35   | GTD    | 96  | Turner Motorsport            | BMW M6 GT3              | Bret Curtis           | 1 min 46 s 828 | 35     |
| 36   | GTD    | 97  | Turner Motorsport            | BMW M6 GT3              | Michael Marsal        | 1 min 46 s 982 | 36     |
| 37   | GTD    | 33  | Riley Technologies           | Dodge Viper GT3-R       | Ben Keating           | 1 min 47 s 192 | 37     |
| 38   | P      | 88  | Starworks Motorsport         | Oreca FLM09             | Mark Kvamme           | 1 min 47 s 391 | 38     |
| 39   | GTD    | 540 | Black Swan Racing            | Porsche 911 GT3 R       | Tim Pappas            | 1 min 48 s 106 | 39     |
| 40   | GTD    | 22  | Alex Job Racing              | Porsche 911 GT3 R       | Cooper MacNeil        | 1 min 48 s 208 | 40     |
| 41   | GTD    | 22  | Dream Racing                 | Lamborghini Huracán GT3 | --                    | --             | 41     |

## Résultats
Voici le classement officiel au terme de la course.
- Les vainqueurs de chaque catégorie sont signalés par un fond jauni.
- Pour la colonne Pneus, il faut passer le curseur au-dessus du modèle pour connaître le manufacturier de pneumatiques.

| Pos | Cat  | Pc | n°  | Équipe                       | Pilotes                                                  | Châssis                       | Pneus | Tours       |
| Pos | Cat  | Pc | n°  | Équipe                       | Pilotes                                                  | Moteur                        | Pneus | Tours       |
| --- | ---- | -- | --- | ---------------------------- | -------------------------------------------------------- | ----------------------------- | ----- | ----------- |
| 1   | P    | 1  | 5   | Action Express Racing        | João Barbosa Christian Fittipaldi Filipe Albuquerque     | Chevrolet Corvette DP         | C     | 173         |
| 1   | P    | 1  | 5   | Action Express Racing        | João Barbosa Christian Fittipaldi Filipe Albuquerque     | Chevrolet LS9 5.5 L V8        | C     | 173         |
| 2   | P    | 2  | 31  | Action Express Racing        | Dane Cameron Eric Curran Filipe Albuquerque              | Chevrolet Corvette DP         | C     | + 0 s 709   |
| 2   | P    | 2  | 31  | Action Express Racing        | Dane Cameron Eric Curran Filipe Albuquerque              | Chevrolet LS9 5.5 L V8        | C     | + 0 s 709   |
| 3   | P    | 3  | 60  | Michael Shank Racing         | John Pew Oswaldo Negri Jr. Olivier Pla                   | Ligier JS P2                  | C     | + 1 s 048   |
| 3   | P    | 3  | 60  | Michael Shank Racing         | John Pew Oswaldo Negri Jr. Olivier Pla                   | Honda HR35TT 3.5 L V6 Turbo   | C     | + 1 s 048   |
| 4   | P    | 4  | 10  | Konica Minolta               | Ricky Taylor Jordan Taylor Max Angelelli                 | Chevrolet Corvette DP         | C     | + 7 s 302   |
| 4   | P    | 4  | 10  | Konica Minolta               | Ricky Taylor Jordan Taylor Max Angelelli                 | Chevrolet LS9 5.5 L V8        | C     | + 7 s 302   |
| 5   | P    | 5  | 70  | Mazda Motorsports            | Tom Long Joel Miller Ben Devlin                          | Lola B12/80                   | C     | + 1 tour    |
| 5   | P    | 5  | 70  | Mazda Motorsports            | Tom Long Joel Miller Ben Devlin                          | Mazda MZ-2.0T 2.0 L I4 Turbo  | C     | + 1 tour    |
| 6   | P    | 6  | 90  | VisitFlorida.com Racing      | Marc Goossens Ryan Dalziel                               | Chevrolet Corvette DP         | C     | + 1 tour    |
| 6   | P    | 6  | 90  | VisitFlorida.com Racing      | Marc Goossens Ryan Dalziel                               | Chevrolet LS9 5.5 L V8        | C     | + 1 tour    |
| 7   | PC   | 1  | 8   | Starworks Motorsport         | Renger van der Zande Alex Popow                          | Oreca FLM09                   | C     | + 2 tours   |
| 7   | PC   | 1  | 8   | Starworks Motorsport         | Renger van der Zande Alex Popow                          | Chevrolet 6.2 L V8            | C     | + 2 tours   |
| 8   | PC   | 2  | 38  | Performance Tech Motorsports | James French Kyle Marcelli Kenton Koch                   | Oreca FLM09                   | C     | + 2 tours   |
| 8   | PC   | 2  | 38  | Performance Tech Motorsports | James French Kyle Marcelli Kenton Koch                   | Chevrolet 6.2 L V8            | C     | + 2 tours   |
| 9   | PC   | 3  | 88  | Starworks Motorsport         | Mark Kvamme Remo Ruscitti Richard Bradley                | Oreca FLM09                   | C     | + 2 tours   |
| 9   | PC   | 3  | 88  | Starworks Motorsport         | Mark Kvamme Remo Ruscitti Richard Bradley                | Chevrolet 6.2 L V8            | C     | + 2 tours   |
| 10  | PC   | 4  | 85  | JDC Miller Motorsports       | Mikhail Goikhberg Stephen Simpson Chris Miller           | Oreca FLM09                   | C     | + 3 tours   |
| 10  | PC   | 4  | 85  | JDC Miller Motorsports       | Mikhail Goikhberg Stephen Simpson Chris Miller           | Chevrolet 6.2 L V8            | C     | + 3 tours   |
| 11  | GTLM | 1  | 67  | Ford Chip Ganassi Racing     | Ryan Briscoe Richard Westbrook                           | Ford GT                       | M     | + 7 tours   |
| 11  | GTLM | 1  | 67  | Ford Chip Ganassi Racing     | Ryan Briscoe Richard Westbrook                           | Ford EcoBoost 3.5 L V6 Turbo  | M     | + 7 tours   |
| 12  | GTLM | 2  | 66  | Ford Chip Ganassi Racing     | Dirk Müller Joey Hand                                    | Ford GT                       | M     | + 7 tours   |
| 12  | GTLM | 2  | 66  | Ford Chip Ganassi Racing     | Dirk Müller Joey Hand                                    | Ford EcoBoost 3.5 L V6 Turbo  | M     | + 7 tours   |
| 13  | GTLM | 3  | 25  | BMW Team RLL                 | Bill Auberlen Dirk Werner                                | BMW M6 GTLM                   | M     | + 7 tours   |
| 13  | GTLM | 3  | 25  | BMW Team RLL                 | Bill Auberlen Dirk Werner                                | BMW 4.4 L V8 Turbo            | M     | + 7 tours   |
| 14  | GTLM | 4  | 4   | Corvette Racing              | Oliver Gavin Tommy Milner                                | Chevrolet Corvette C7.R       | M     | + 7 tours   |
| 14  | GTLM | 4  | 4   | Corvette Racing              | Oliver Gavin Tommy Milner                                | Chevrolet LT5.5 5.5 L V8      | M     | + 7 tours   |
| 15  | GTLM | 5  | 68  | Scuderia Corsa               | Alessandro Pier Guidi Daniel Serra                       | Ferrari 488 GTE               | M     | + 7 tours   |
| 15  | GTLM | 5  | 68  | Scuderia Corsa               | Alessandro Pier Guidi Daniel Serra                       | Ferrari F154CB 3.9 L V8 Turbo | M     | + 7 tours   |
| 16  | GTLM | 6  | 62  | Risi Competizione            | Giancarlo Fisichella Toni Vilander                       | Ferrari 488 GTE               | M     | + 7 tours   |
| 16  | GTLM | 6  | 62  | Risi Competizione            | Giancarlo Fisichella Toni Vilander                       | Ferrari F154CB 3.9 L V8 Turbo | M     | + 7 tours   |
| 17  | GTLM | 7  | 3   | Corvette Racing              | Jan Magnussen Antonio García                             | Chevrolet Corvette C7.R       | M     | + 7 tours   |
| 17  | GTLM | 7  | 3   | Corvette Racing              | Jan Magnussen Antonio García                             | Chevrolet LT5.5 5.5 L V8      | M     | + 7 tours   |
| 18  | GTLM | 8  | 100 | BMW Team RLL                 | John Edwards Lucas Luhr                                  | BMW M6 GTLM                   | M     | + 7 tours   |
| 18  | GTLM | 8  | 100 | BMW Team RLL                 | John Edwards Lucas Luhr                                  | BMW 4.4 L V8 Turbo            | M     | + 7 tours   |
| 19  | GTLM | 9  | 911 | Porsche North America        | Patrick Pilet Nick Tandy                                 | Porsche 911 RSR               | M     | + 7 tours   |
| 19  | GTLM | 9  | 911 | Porsche North America        | Patrick Pilet Nick Tandy                                 | Porsche 4.0 L Flat-6          | M     | + 7 tours   |
| 20  | GTLM | 10 | 912 | Porsche North America        | Earl Bamber Frédéric Makowiecki                          | Porsche 911 RSR               | M     | + 9 tours   |
| 20  | GTLM | 10 | 912 | Porsche North America        | Earl Bamber Frédéric Makowiecki                          | Porsche 4.0 L Flat-6          | M     | + 9 tours   |
| 21  | P    | 7  | 0   | Panoz DeltaWing Racing       | Katherine Legge Sean Rayhall Gabby Chaves                | DeltaWing DWC13               | C     | + 11 tours  |
| 21  | P    | 7  | 0   | Panoz DeltaWing Racing       | Katherine Legge Sean Rayhall Gabby Chaves                | Élan 1.9 L I4 Turbo           | C     | + 11 tours  |
| 22  | GTD  | 1  | 63  | Scuderia Corsa               | Christina Nielsen Alessandro Balzan Jeff Segal           | Ferrari 488 GT3               | C     | + 12 tours  |
| 22  | GTD  | 1  | 63  | Scuderia Corsa               | Christina Nielsen Alessandro Balzan Jeff Segal           | Ferrari F154CB 3.9 L V8 Turbo | C     | + 12 tours  |
| 23  | GTD  | 2  | 44  | Magnus Racing                | John Potter Andy Lally Dion von Moltke                   | Audi R8 LMS GT3               | C     | + 12 tours  |
| 23  | GTD  | 2  | 44  | Magnus Racing                | John Potter Andy Lally Dion von Moltke                   | Audi 5.0 L V10                | C     | + 12 tours  |
| 24  | GTD  | 3  | 23  | Alex Job Racing              | Mario Farnbacher Alex Riberas Ian James                  | Porsche 911 GT3 R             | C     | + 12 tours  |
| 24  | GTD  | 3  | 23  | Alex Job Racing              | Mario Farnbacher Alex Riberas Ian James                  | Porsche 4.0 L Flat 6          | C     | + 12 tours  |
| 25  | GTD  | 4  | 33  | Riley Technologies           | Ben Keating Jeroen Bleekemolen                           | Dodge Viper GT3-R             | C     | + 13 tours  |
| 25  | GTD  | 4  | 33  | Riley Technologies           | Ben Keating Jeroen Bleekemolen                           | Viper 8.4 L V10               | C     | + 13 tours  |
| 26  | GTD  | 5  | 22  | Alex Job Racing              | Cooper MacNeil Leh Keen Gunnar Jeannette                 | Porsche 911 GT3 R             | C     | + 13 tours  |
| 26  | GTD  | 5  | 22  | Alex Job Racing              | Cooper MacNeil Leh Keen Gunnar Jeannette                 | Porsche 4.0 L Flat 6          | C     | + 13 tours  |
| 27  | GTD  | 6  | 9   | Stevenson Motorsports        | Lawson Aschenbach Matt Bell (en)                         | Audi R8 LMS GT3               | C     | + 13 tours  |
| 27  | GTD  | 6  | 9   | Stevenson Motorsports        | Lawson Aschenbach Matt Bell (en)                         | Audi 5.0 L V10                | C     | + 13 tours  |
| 28  | GTD  | 7  | 540 | Black Swan Racing            | Tim Pappas Andy Pilgrim Nick Catsburg                    | Porsche 911 GT3 R             | C     | + 13 tours  |
| 28  | GTD  | 7  | 540 | Black Swan Racing            | Tim Pappas Andy Pilgrim Nick Catsburg                    | Porsche 4.0 L Flat 6          | C     | + 13 tours  |
| 29  | P    | 8  | 55  | Mazda Motorsports            | Tristan Nunez Jonathan Bomarito Spencer Pigot            | Lola B12/80                   | C     | + 17 tours  |
| 29  | P    | 8  | 55  | Mazda Motorsports            | Tristan Nunez Jonathan Bomarito Spencer Pigot            | Mazda MZ-2.0T 2.0 L I4 Turbo  | C     | + 17 tours  |
| 30  | GTD  | 8  | 73  | Park Place Motorsports       | Patrick Lindsey Jörg Bergmeister Matthew McMurry         | Porsche 911 GT3 R             | C     | + 24 tours  |
| 30  | GTD  | 8  | 73  | Park Place Motorsports       | Patrick Lindsey Jörg Bergmeister Matthew McMurry         | Porsche 4.0 L Flat 6          | C     | + 24 tours  |
| 31  | GTD  | 9  | 16  | Change Racing                | Corey Lewis Spencer Pumpelly                             | Lamborghini Huracán GT3       | C     | + 29 tours  |
| 31  | GTD  | 9  | 16  | Change Racing                | Corey Lewis Spencer Pumpelly                             | Lamborghini 5.2 L V10         | C     | + 29 tours  |
| 32  | GTD  | 10 | 97  | Turner Motorsport            | Michael Marsal Markus Palttala                           | BMW M6 GT3                    | C     | + 37 tours  |
| 32  | GTD  | 10 | 97  | Turner Motorsport            | Michael Marsal Markus Palttala                           | BMW 4.4 L V8 Turbo            | C     | + 37 tours  |
| 33  | P    | 9  | 2   | Tequila Patrón ESM           | Scott Sharp Pipo Derani Johannes van Overbeek            | Ligier JS P2                  | C     | Abandon     |
| 33  | P    | 9  | 2   | Tequila Patrón ESM           | Scott Sharp Pipo Derani Johannes van Overbeek            | Honda HR35TT 3.5 L V6 Turbo   | C     | Abandon     |
| 34  | PC   | 5  | 52  | PR1/Mathiasen Motorsports    | Robert Alon Tom Kimber-Smith José Gutierrez              | Oreca FLM09                   | C     | Abandon     |
| 34  | PC   | 5  | 52  | PR1/Mathiasen Motorsports    | Robert Alon Tom Kimber-Smith José Gutierrez              | Chevrolet 6.2 L V8            | C     | Abandon     |
| 35  | PC   | 6  | 54  | CORE Autosport               | Jon Bennett Colin Braun Mark Wilkins (en)                | Oreca FLM09                   | C     | Abandon     |
| 35  | PC   | 6  | 54  | CORE Autosport               | Jon Bennett Colin Braun Mark Wilkins (en)                | Chevrolet 6.2 L V8            | C     | Abandon     |
| 36  | GTD  | 11 | 6   | Stevenson Motorsports        | Robin Liddell Andrew Davis                               | Audi R8 LMS GT3               | C     | Abandon     |
| 36  | GTD  | 11 | 6   | Stevenson Motorsports        | Robin Liddell Andrew Davis                               | Audi 5.0 L V10                | C     | Abandon     |
| 37  | GTD  | 12 | 48  | Paul Miller Racing           | Bryan Sellers Madison Snow Bryce Miller                  | Lamborghini Huracán GT3       | C     | + 106 tours |
| 37  | GTD  | 12 | 48  | Paul Miller Racing           | Bryan Sellers Madison Snow Bryce Miller                  | Lamborghini 5.2 L V10         | C     | + 106 tours |
| 38  | GTD  | 13 | 96  | Turner Motorsport            | Bret Curtis Jens Klingmann                               | BMW M6 GT3                    | C     | Abandon     |
| 38  | GTD  | 13 | 96  | Turner Motorsport            | Bret Curtis Jens Klingmann                               | BMW 4.4 L V8 Turbo            | C     | Abandon     |
| 39  | PC   | 7  | 20  | BAR1 Motorsports             | Don Yount Johnny Mowlem Matthew McMurry                  | Oreca FLM09                   | C     | Abandon     |
| 39  | PC   | 7  | 20  | BAR1 Motorsports             | Don Yount Johnny Mowlem Matthew McMurry                  | Chevrolet 6.2 L V8            | C     | Abandon     |
| 40  | P    | 10 | 50  | Highway to Help              | Jim Pace Byron DeFoor Dorsey Schroeder (en)              | Riley Mk XXVI DP              | C     | DNS         |
| 40  | P    | 10 | 50  | Highway to Help              | Jim Pace Byron DeFoor Dorsey Schroeder (en)              | Dinan-BMW 5.0 L V8            | C     | DNS         |
| 41  | GTD  | 14 | 27  | Stevenson Motorsports        | Lawrence DeGeorge Cédric Sbirrazzuoli Luca Persiani (en) | Audi R8 LMS GT3               | C     | DNS         |
| 41  | GTD  | 14 | 27  | Stevenson Motorsports        | Lawrence DeGeorge Cédric Sbirrazzuoli Luca Persiani (en) | Audi 5.0 L V10                | C     | DNS         |